# Спаері
Спаері (груз. საფეხბურთო კლუბი სპაერი) — грузинський футбольний клуб, заснований 2017 року.

## Історія
Команда заснована в 2017 році п'ятью особами, які працюють у Службі спецдержохорони. Команда в основному складалася з військовослужбовців цієї організації і спочатку брала участь в Аматорській лізі, перш ніж заявилась до Регіональної ліги.
Сезон 2018 року «Спаєрі» завершив на другому місці та отримав право брати участь у новоствореній четвертій лізі. Вигравши 21 гру з 27, вони посіли там перше місце та автоматично перейшли до третьої ліги.
Дебют у третьому дивізіоні був вражаючим, «Спаері» боровся за місце в плей-оф до останнього ігрового дня. Зрештою, клубу не вистачило двох очок до третього місця.
У 2021 році команда покращила свої показники та після серії без поразок у двадцяти матчах виграла достроково за шість турів до кінця сезону третю лігу.
У 2022 році «Спаєрі» виступала в другому дивізіоні. Форвард Леван Папава став найкращим бомбардиром ліги з 17 голами. Видавши найдовшу безпрограшну серію вийшла в плей-оф підвищення, де поступились за сумою двох матчів «Гагрі» по пенальті.
У 2024 році команда вперше в своїй історії стала володарем Кубку Грузії перегравши в фіналі по пенальті «Динамо» (Тбілісі).

## Стадіон
Стадіон «Спаері», розташований у східному передмісті Тбілісі, офіційно відкритий у вересні 2018 року. Поле має штучне покриття.

## Досягнення
Кубок Грузії
 (1) 2024

## Виступи в єврокубках
| Сезон   | Змагання         | Раунд | Клуб             | Вдома | На виїзді | Разом |
| ------- | ---------------- | ----- | ---------------- | ----- | --------- | ----- |
| 2025–26 | Ліга конференцій | 2К    | Аустрія (Відень) | 0–5   | 0–2       | 0–7   |

Примітки
- 2К: Другий кваліфікаційний раунд